# Quinquagesimo Ante Anno
Quinquagesimo Ante Anno é uma encíclica do Papa Pio XI, promulgada em 23 de dezembro de 1929 e escrita por ocasião do encerramento do ano de seu 50º aniversário de sacerdócio. O Pontífice relembra os principais eventos do ano que passou, incluindo a assinatura do Tratado e do Concordato com a Itália (os Tratados de Latrão), que, segundo Pio XI, "formam um conjunto tão inseparável e indissolúvel que ou ambos permanecem, ou ambos necessariamente deixam de existir".